# Ostrvo Severni Sentinel
Ostrvo Severni Sentinel se nalazi u Andmanskom arhipelagu u Indijskom okeanu. Na njemu živi grupa od 50 do 400 ljudi, koji sve posetioce ostrva gađaju strelama i time pokazuju da su dovoljni sami sebi i ne žele dodir sa drugim ljudima. To društvo je najprimitivnije na svetu, oni čak ne koriste ni vatru i do sada nisu bili u dodiru sa modernom civilizacijom. Na ostrvo su do sada kročila samo dva ribara sa Andamana i nikada se nisu vratila, ubili su ih pripadnici plemena Sentinel.

## Geografski podaci
Ostrvo se nalazi u Andamanskim ostrvima koji pripada Indiji, a nalazi se u Bengalskom zalivu južno od Mjanmara. Površina ostrva je 72 km2.